# San Francisco Opera

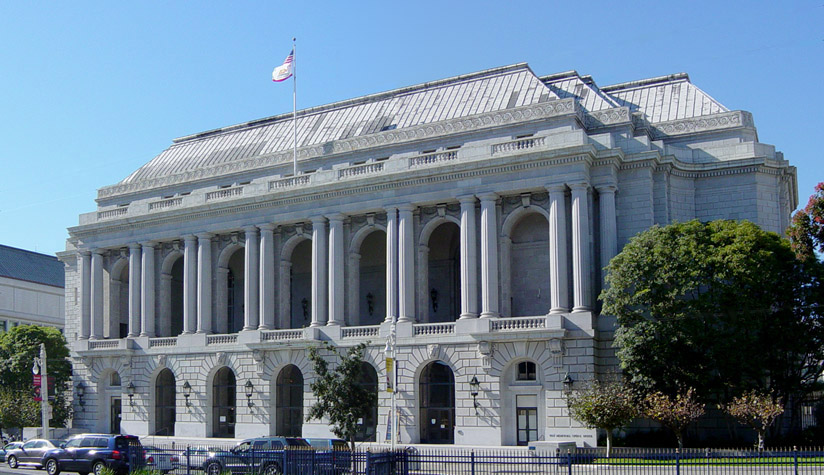
War Memorial Opera House

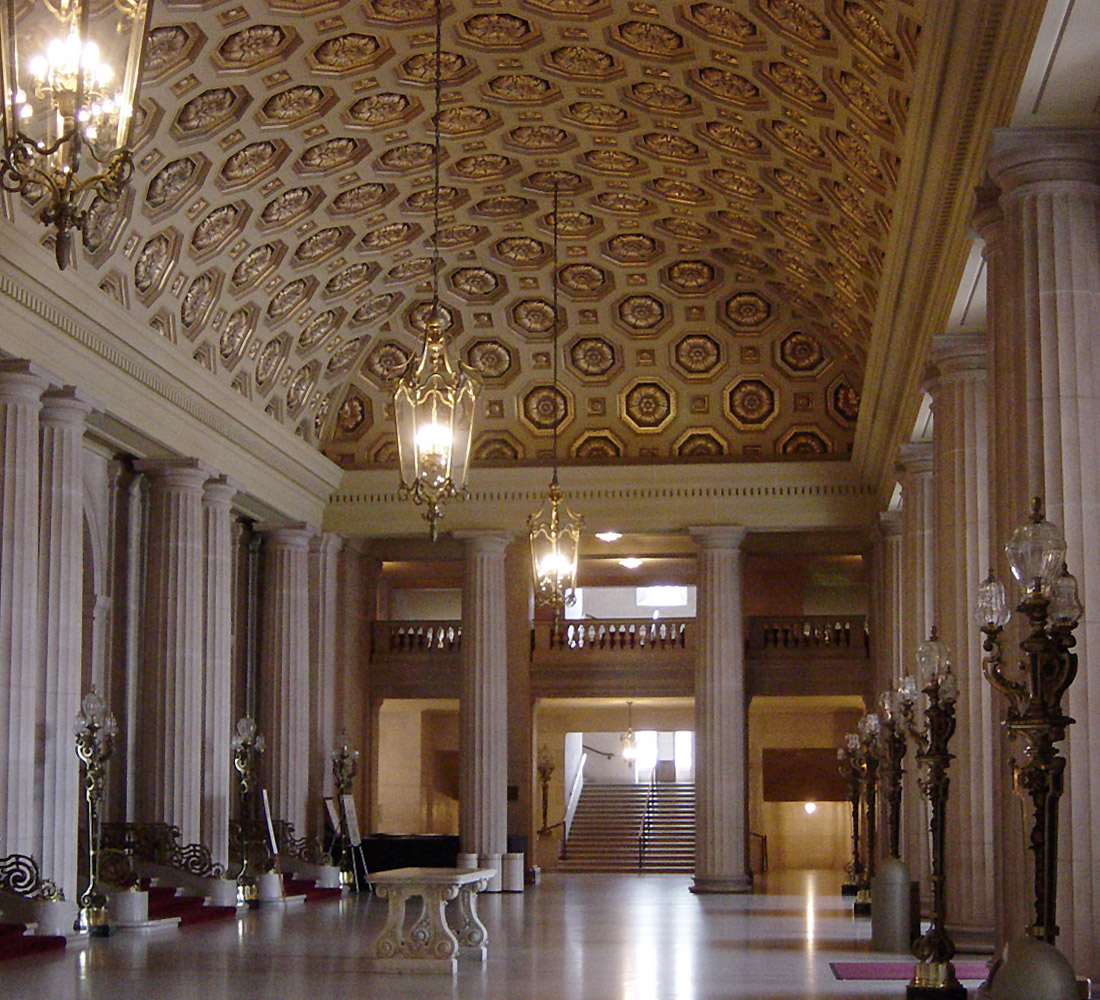
Lobby des War Memorial Opera House

Die San Francisco Opera ist das Opernhaus von San Francisco, unmittelbar gelegen an der Ortsdurchgangsstraße Van Ness Avenue.
Sie wurde 1923 von Gaetano Merola gegründet, eröffnet wurde sie mit einer Aufführung von La Bohème. Gespielt wurde anfangs im Civic Auditorium in San Francisco. Die heutige Spielstätte, das War Memorial Opera House, wurde von Arthur Brown Jr. entworfen und 1932 eröffnet und ist eines der letzten Bauwerke der Beaux-Arts-Architektur in den Vereinigten Staaten.
Nach dem Tod Merolas 1953 übernahm Kurt Herbert Adler die Leitung bis zu seinem Ruhestand 1981. Adler holte viele Stars aus Europa nach San Francisco und führte die San Francisco Opera zu internationalem Renommee.
Die weiteren Generaldirektoren waren Terence McEwen (1982–1988), Lotfi Mansouri (1988–2001), Pamela Rosenberg (2001–2005), David Gockley (2005–2016), seit 2016 ist Matthew Shilvock Generaldirektor.

## Film
- 1991: Im Schatten der Stars (In the Shadow of the Stars), oscarprämierter Dokumentarfilm von Allie Light und Irving Saraf